# Tephroseris coincyi
Tephroseris coincyi là một loài thực vật có hoa trong họ Cúc. Loài này được (Rouy) miêu tả khoa học đầu tiên năm 1977.